# Kostel svatého Ducha (Telč)
Kostel svatého Ducha je českobratrský evangelický chrám ve městě Telč v okrese Jihlava, který je chráněn jako kulturní památka České republiky. Jeho pozdně románská věž je nejstarší zachovanou stavbou stojící na území Telče a původně přiléhala k emporovému kostelu při zeměpanském dvorci. Vznik tohoto královského dvorce s kostelem i věží se datuje do 2. čtvrtiny 13. století. Původní katolický románský kostel byl ve 3. čtvrtině 15. století nahrazen gotickou novostavbou dochovanou dodnes.

## Historie

### Věž svatého Ducha
Mohutná románská věž vysoká 49 metrů, postavená pravděpodobně ve 2. čtvrtině 13. století, se vymyká oproti ostatním věžím při venkovských kostelech na českém území.

#### Funkce věže

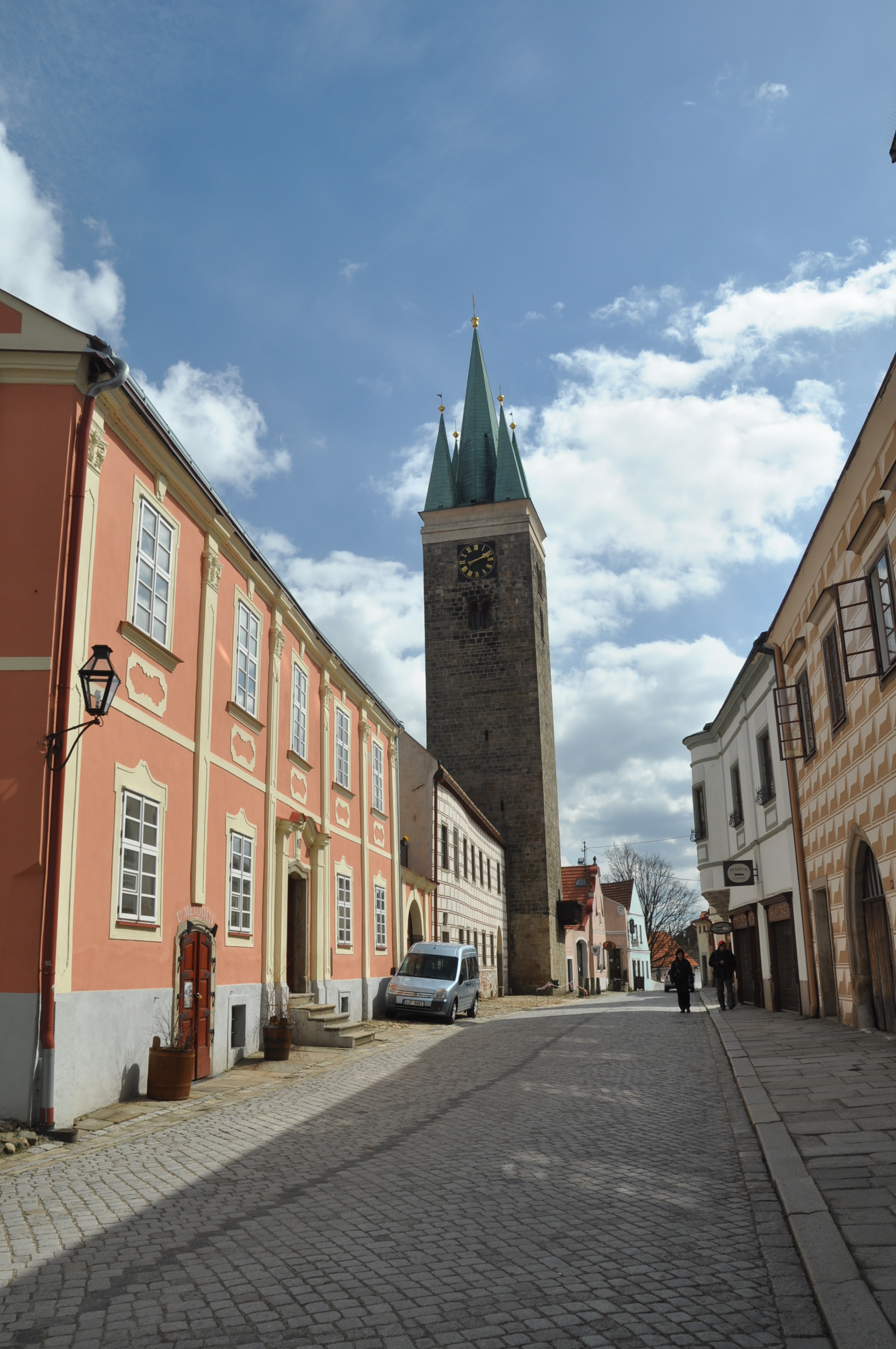
Palackého ulice s věží svatého Ducha

Neobvykle vysoká věž stojí na vyvýšenině a splňovala několik funkcí. Její první patro sloužilo jako tzv. věžní tribuna přilehlé svatyně. Zároveň však věž vykazuje útočištný ráz. O obranném charakteru věže svědčí vchod umístěný na úrovni prvního patra. Kromě malých obdélníkových otvorů obsahuje věž vysoko umístěná, po dvou sdružená okna směřující na všechny čtyři strany, ještě výše ležící potrojná okna, odvrácená od města, orientovaná ke dvěma městským branám a k příkopu a malá okna napodobující tvar listu. Mimo svůj obranný charakter vykazuje věž další funkce – symbolickou, reprezentační, religiózní/věžní tribuna (v souvislosti s panským sídlem), zvonice atd.

#### Popis věže
Hranolové tělo věže je postaveno z poměrně velkých, opracovaných kamenných kvádrů. U paty byla věž pro větší stabilitu podepřena kamennou přizdívkou, která byla odstraněna až v roce 1991. Vchod do věže na východní straně je dostupný z přízemí kostela svatého Ducha. Jednoduše profilovaný portál s kamenným ostěním je uzavřen půlkruhovým záklenkem. Nad ním se, ve výši prvního patra, nacházel dnes již zazděný oblouk vedoucí do panské tribuny. Naproti němu je umístěn další, pravoúhlý vstup, který byl kdysi narušen, ale část jeho špalety se dochovala dodnes. Tento vstup je dnes jediným veřejnosti přístupným vstupem do věže. Cesta k němu vede po novodobé vnější komunikaci.

#### Přestavby
Věž zasáhlo několik požárů. Její ráz údajně změnil požár roku 1655, kdy došlo ke snížení stavby o dva a půl metru – věž tedy snad byla o celé jedno patro vyšší. Tento údaj ale není zaručený. Jisté však je, že své pseudogotické zastřešení získala věž po jiném požáru, roku 1836. Původně zde byl snad čtyřboký stan. Potrojná okna následně byla kvůli zpevnění staticky narušeného zdiva zazděna a dvě z někdejších tří byla zakryta hodinovým ciferníkem. K odkrytí došlo až při rekonstrukci v devadesátých letech. Prostor věže byl vždy volný, dělený na jednotlivá patra pouze dřevěnými plochými stropy na trámech.

### Kostel svatého Ducha

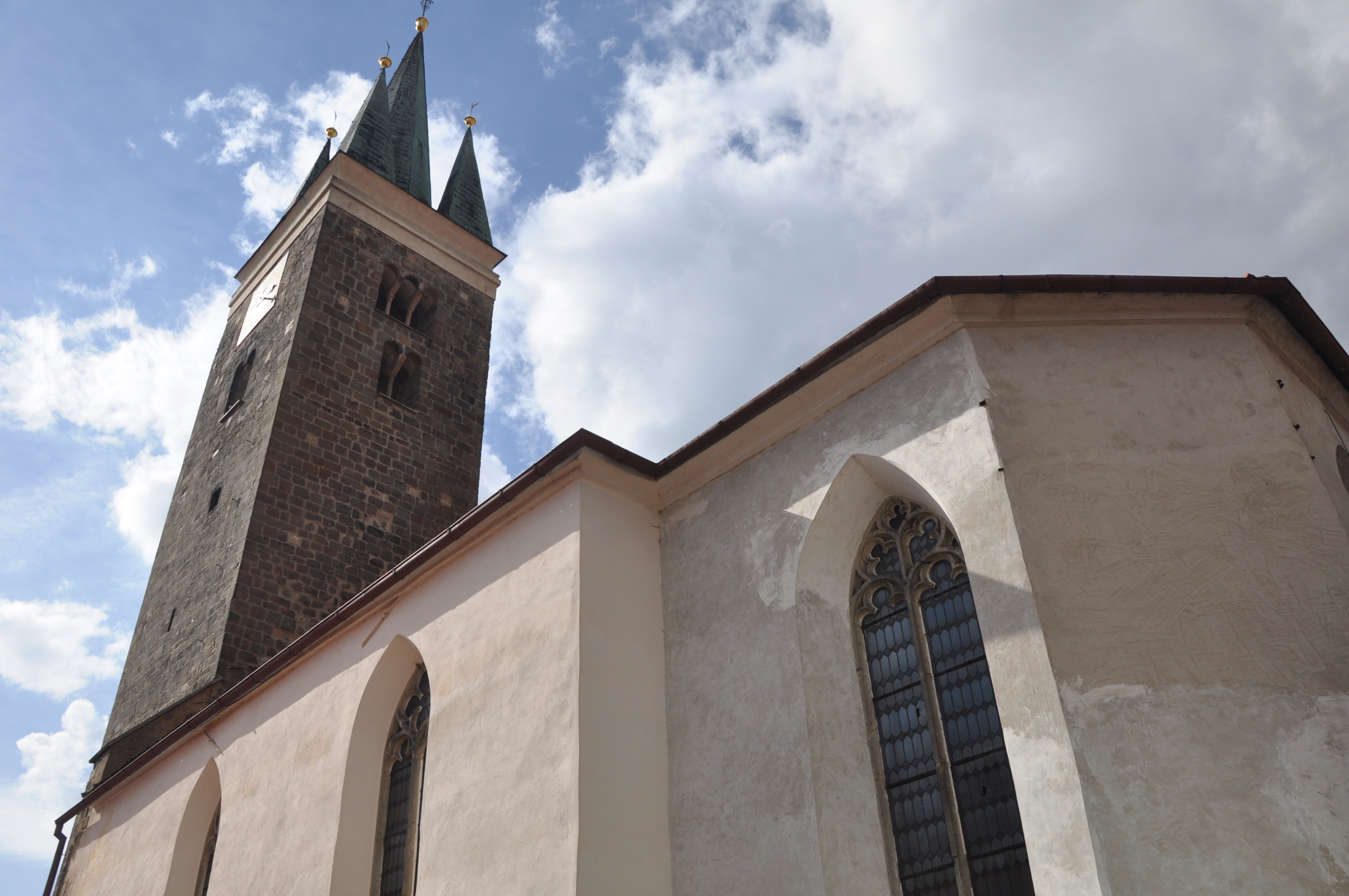
Kostel svatého Ducha s románskou věží

#### Románský kostel a zeměpanský dvorec
Kostel byl postaven jako emporový kostel s věžní tribunou. Tento typ kostelů je typický pro románské období a častou souvisel s feudálními sídly – hrady a dvorci. Na telčském zeměpanském dvorci sídlil hospodářský správce – vilikus. Přesnou polohu obytného stavení správce nelze jednoznačně určit, je ale pravděpodobné, že stálo na místě vymezeném zhruba dnešním blokem domů mezi vnitřní městskou hradbou a Hradební ulicí. Severně od kostela se nacházely hospodářské budovy. Věž byla pravděpodobně spojena s dřevěnou obytnou budovou správce lávkou, kterou bylo možno v případě potřeby snadno strhnout.

#### Špitál a gotická přestavba
Více informací existuje až z doby od roku 1414, kdy byl v kostele zřízen Janem z Hradce špitál. Ten fungoval až do roku 1579, kdy byl přesunut ke kostelu Matky Boží na Starém Městě. Ve zprávách o kostele, kvůli jeho nevelkým rozměrům, se často mluví jako o kapli svatého Ducha. Nejpozději roku 1486 byl kostel přestavěn do dnešní, gotické podoby. K roku 1486 je také poprvé doloženo zasvěcení svatému Duchu. Od roku 1579 byl využíván jako filiální kostel.

#### Uzavření kostela a založení divadla
Od druhé poloviny 17. století jej používalo české bratrstvo a bratrstvo sv. Isidora. Roku 1773, během vlády Josefa II., byl kostel uzavřen a následně přeměněn na skladiště.
V letech 1865–1867 byl opuštěný kostel přizpůsoben potřebám městského divadla. Telč se tak stala jedním z mála moravských měst s vlastní divadelní budovou. Hrály se především české, ale i německé hry. Působily zde různé kočující i telčské spolky, mezi nimi např. Občanská Beseda.

#### Městské divadlo
Divadlo mělo asi 100 míst k sezení a malou galerii k stání. Jeviště se nacházelo v presbytáři a šatny byly v bývalé sakristii. Objekt měl dva vchody – dnešním vchodem se vcházelo do přízemí. Nalevo od prvního vchodu se nacházel vchod druhý, ze kterého vedly schody na galerii. Jako divadlo fungoval kostel až do roku 1920.
Od roku 1923 slouží opravený kostel k bohoslužbám a patří Českobratrské církvi evangelické. Působí zde telčský farní sbor.

#### Písemné zprávy
Z doby před 14. stoletím nejsou o Telči žádné spolehlivé zprávy. Zeměpanský dvorec (anebo hrad) je zmiňován v díle Vita Caroli, životopise Karla IV. Mezi lety 1333–1335 vyplatil Karel, tehdy moravský markrabě, hrad či tvrz Telč ze zástavy. V roce 1335 jmenoval Karel správce telčského zeměpanského statku (hradu), aby spolu s dalšími úředníky spravoval nedaleké královské město Jemnice. Roku 1339 král Jan Lucemburský spolu s markrabětem Karlem vyměnil Telč za hrad Bánov s Oldřichem III. z Hradce. Telčský dvorec (nebo již hrad) zanikl zřejmě kolem poloviny 14. století, nejpozději však roku 1387, kdy se v Telči rozšířil požár. Byl nahrazen novým hradem, který byl později přestavěn do podoby dnešního renesančního zámku.

#### Archeologické výzkumy
Kromě nejstaršího románského zdiva věže (z 2. čtvrtiny 13. století) pochází ze stejného období i západní zdivo lodi kostela k věži přiléhající. Velikost původní románské lodi nebyla dlouho známa – při výkopu z roku 1977 se ale zjistilo, že gotická loď spočívá přímo na románských základech. Během průzkumu v roce 1977 byl také v oblasti dvorku objeven hrob z doby kolem roku 1250. Nebožtík musel být uložen v časovém úseku bezprostředně navazujícím na dokončení kostela. Bylo objeveno množství nálezů z druhé poloviny 13. století (keramika, kosti zvířat…), ale téměř žádné nálezy ze 14. století. Tato vrstva byla pravděpodobně odstraněna v souvislosti s gotickou přestavbou kostela.
V roce 1989 byly v základech věže objeveny důležité nálezy – objekt s keramikou z první poloviny 13. století, který byl překryt vrstvou malty – signalizující dokončení stavby. Pozoruhodný je ale obsah keramické nádoby – byly zde obsaženy kosti kura domácího, prasete, ovce či kozy, množství obilovin, ořechů, jehličí a uhlí z různých dřevin. Pravděpodobně jde o tzv. stavební oběť, mající zřejmě zajišťovat odvrácení všech eventuálních pohrom od dokončené stavby.

## Architektura kostela

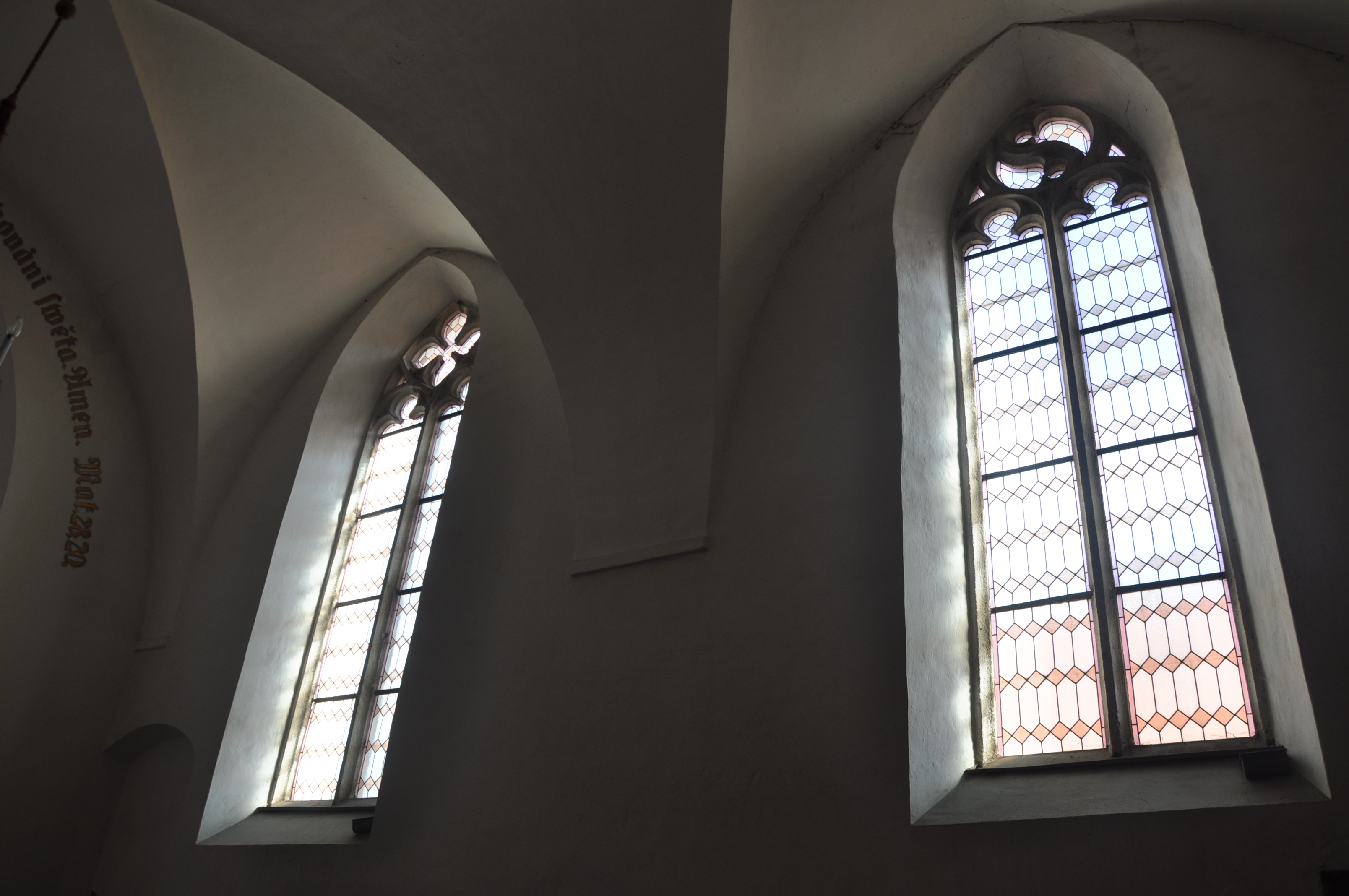
Gotická okna v lodi, vlevo s motivem čtyřlistu a vpravo s dvouplaménkem

Kostel je jednolodní s polygonálním (pětibokým) presbyteriem s žebrovou hvězdicovou klenbou. Stěny presbyteria jsou vyzdobeny malbami se symboly evangelistů. Nevelké presbyterium (5,60–5,70 m) se do lodi otevírá jednoduchým gotickým obloukem. Vchod do lodi je jednoduchý, s přímým nadpražím.

### Okna
V pravé zdi lodi a ve dvou stěnách presbyteria jsou gotická lomená okna se zachovalou kružbou. Každé ze čtyř oken má jinak provedenou kružbu. První okno v lodi obsahuje sférickou kružbu s dvojplaménkem, zatímco na druhém okně se nachází čtyřlist. Okno v presbyteriu ležící na ose kostela má kružbu s čtyřlalokem. Na okně v pravé části presbyteria se nachází motiv tří plaménků. Okna v presbytáři byla dlouhou dobu zazděna, odkryta byla až na začátku 20. století. Levá zeď kostela je bez oken.

### Žebrová klenba presbytáře
V žebrové hvězdicové klenbě presbytáře jsou všechny body, ve kterých se protínají žebra, opatřena kulatými svorníky. Všechny svorníky nesou znak pánů z Hradce – pětilistou růži. Na ose presbyteria jsou dva velké centrální svorníky, z nichž jeden je zdoben monogramem M (podle Menharta, pravděpodobného zakladatele Telče) – stejným znakem, který se nachází na staré pečeti města. Klínově profilovaná žebra jsou svedena na římsové konzoly. Motiv pětilisté růže se objevuje i na klenbě v lodi v podobě plastického štuku.

### Klenba lodi

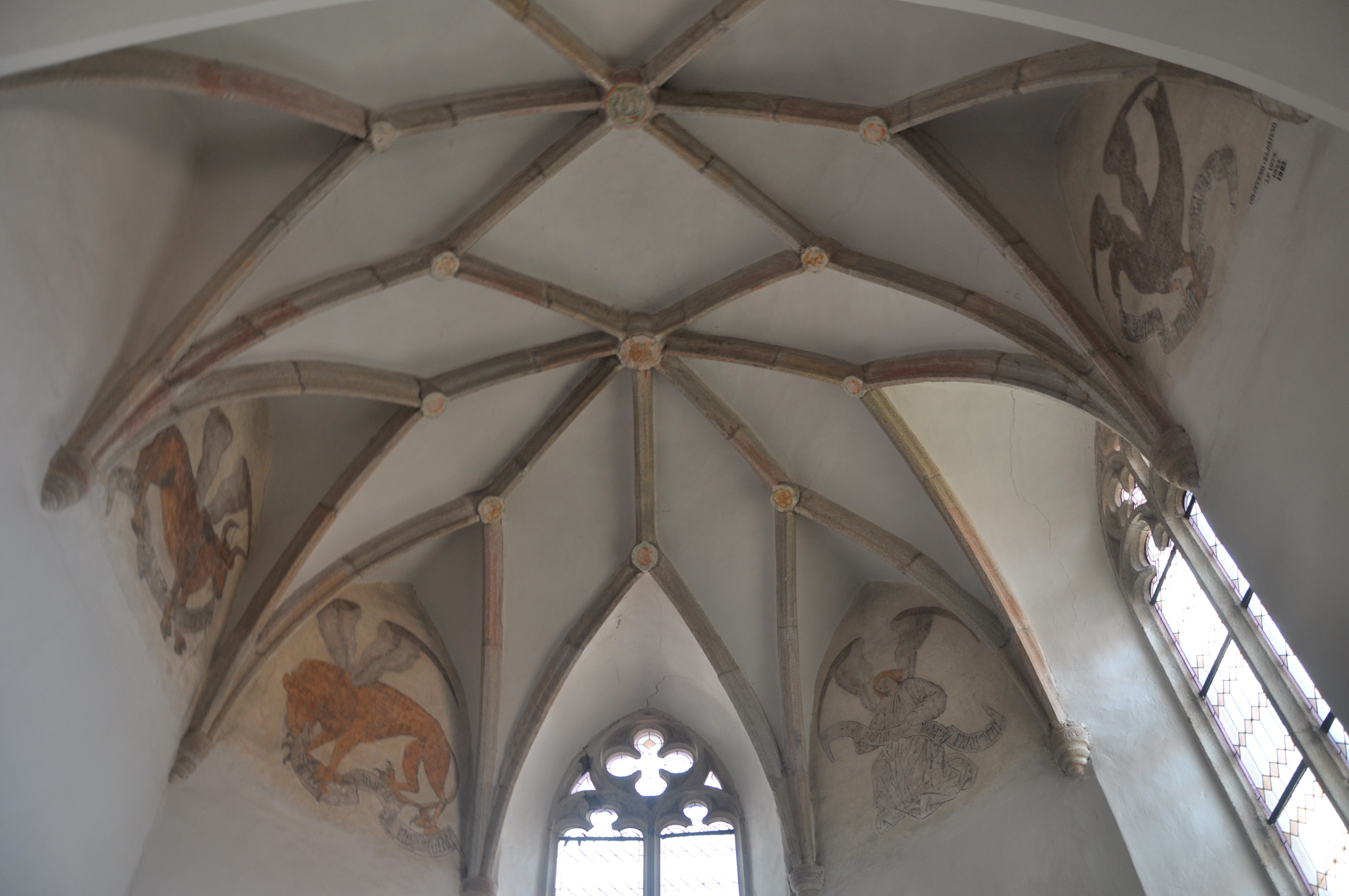
Žebrová hvězdicová klenba v presbytáři

Názory ohledně klenby lodi se různí. V knize Město a panství Telč od Jana Beringera a Jaroslava Janouška je uvedeno, že loď (dlouhá 12,5 m) byla původně plošně kryta. Další zmínky o klenbě lodi v knize nejsou. Oproti tomu v publikaci Navštivte… Městské památkové rezervace stojí, že už během přestavby v 15. století vznikla pozdně gotická valená klenba lodi s lunetami. Podle Velké turistické encyklopedie Vysočina je klenba v lodi renesanční.

### Interiér
V kostele existovaly dříve tři oltáře – hlavní byl oltář Svaté Trojice, dále oltáře Panny Marie a svaté Barbory. Podle zpráv z roku 1730 byl už jako hlavní oltář svatého Ducha, další byly zasvěceny svatému Ignáci a svatému Xaveriovi. Podle Beringera se z původního vybavení kostela zachovala pouze renesanční socha Panny Marie, která stála u oltáře Panny Marie (jenž byl později nahrazen oltářem svatého Xaveria). Tuto sochu údajně po zrušení kostela odkoupil měšťan Josef Ingriš z domu č. 25. Některé oltáře byly přeneseny do kostela sv. Anny. Současné novogotické vybavení zhotovené ze dřeva pochází z 20. let 20. století – patří mezi něj především tribuna, lavice, kazatelna se slepou kružbou a oltář.

## Zajímavosti
- Podle kronikáře Jana Beringera byla roku 1492 v blízkosti kostela svatého Ducha vystavěna kaplánka. Na stavbu byla prý založena nadace, kterou podporoval i tehdejší pán na Telči, Jindřich z Hradce. Pokud kaplánka skutečně existovala, rozhodně nestála na místě, které popisuje Beringer.[8] Na onom místě totiž stojí dům (dům číslo 98, U Hrbků), který měl právo várečné a musel být postaven už před rokem 1464. Je ale možné, že byla kaplánka přidružena přímo k tehdejšímu špitálu, pravděpodobně při věži nebo kostele svatého Ducha.[10]
- Na výzdobě tehdejšího městského divadla se často podíleli místní umělci. Chloubou divadla prý byla opona od místního malíře Neumanna, zobrazující Přemysla Oráče a kněžnu Libuši věštící slávu Prahy. Nezachovala se však opona ani její fotografie.[5]

## Galerie

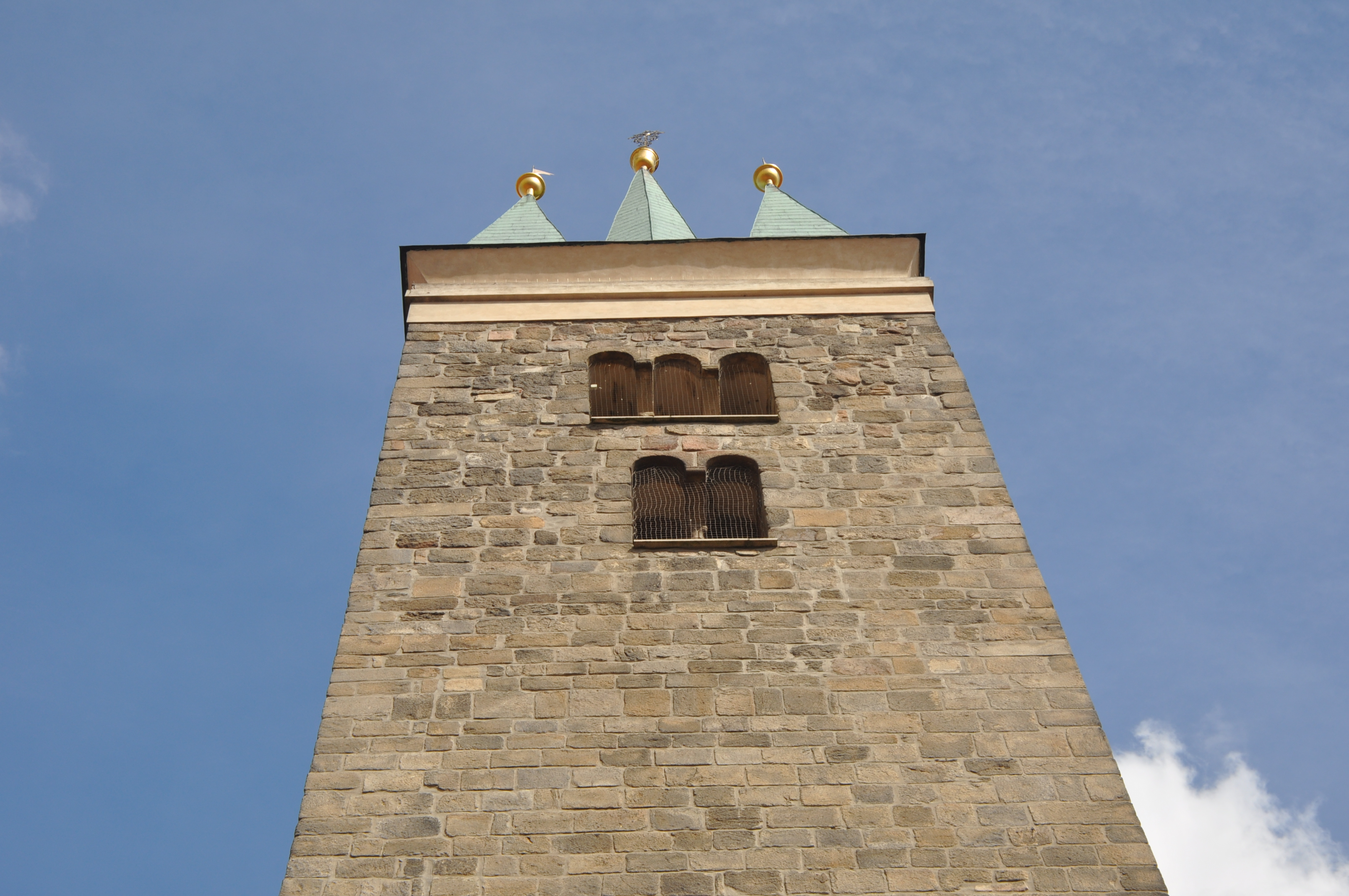
Románská okna věže
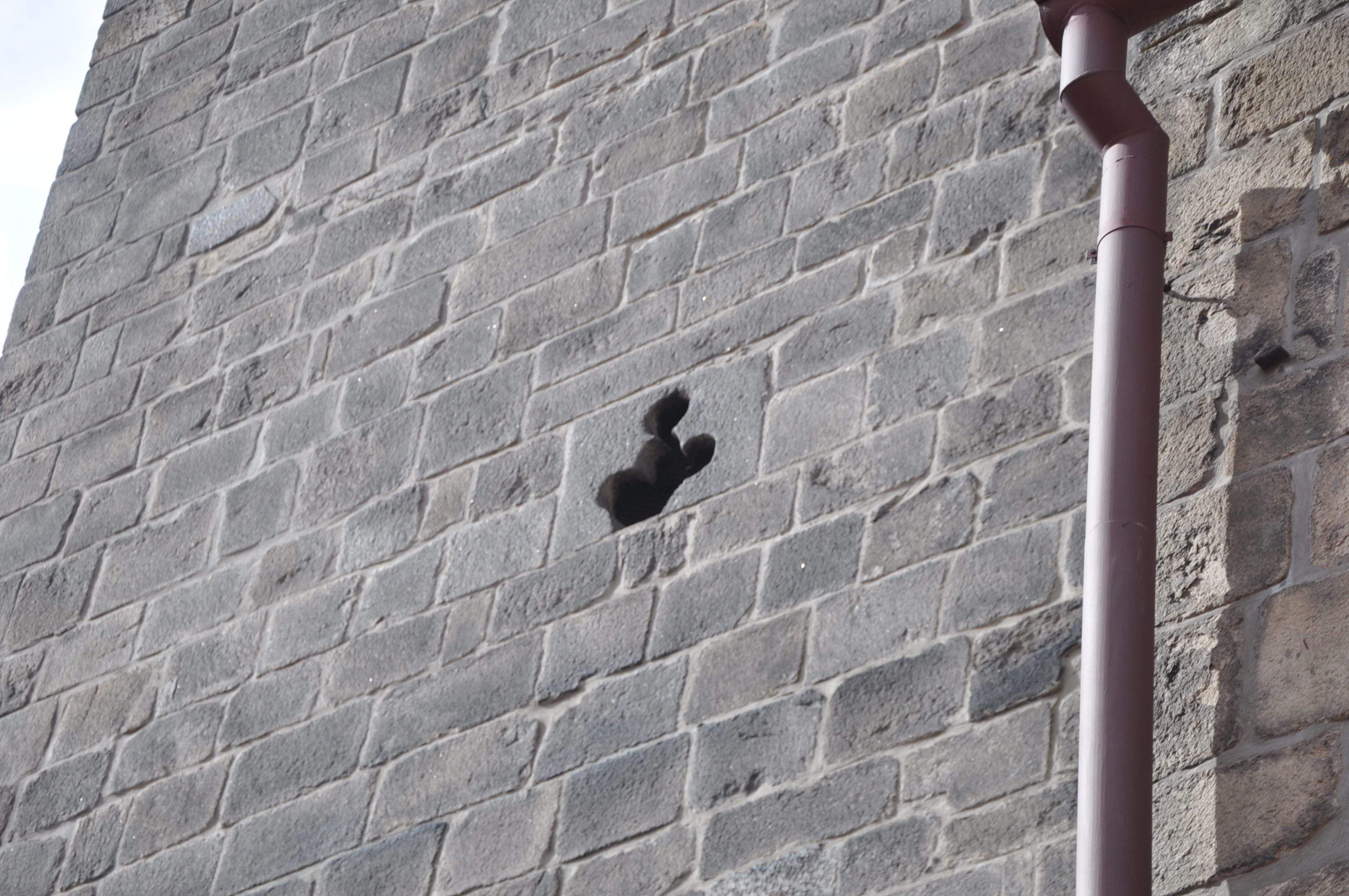
Románské okénko obranného charakteru
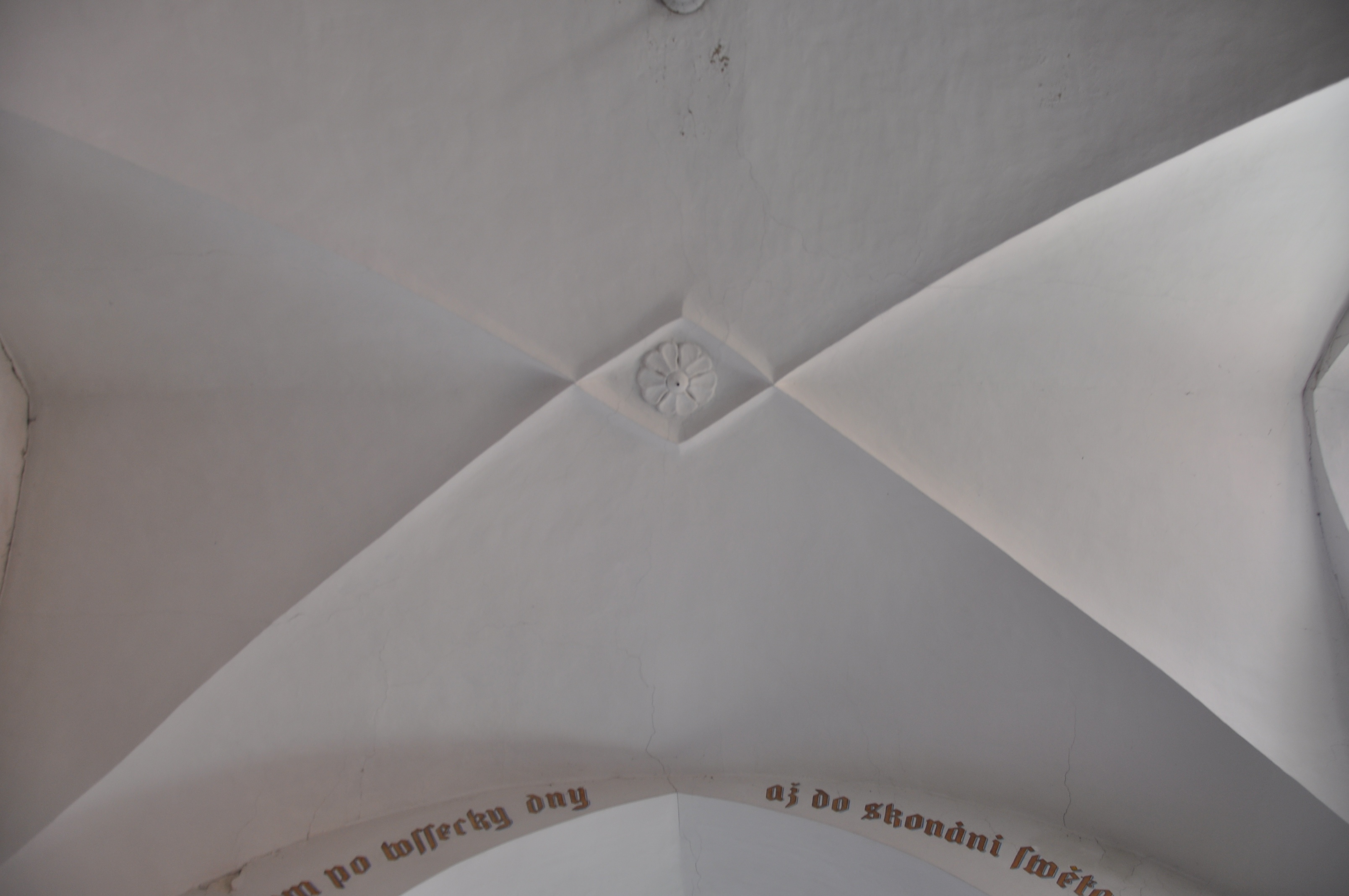
Klenba v lodi
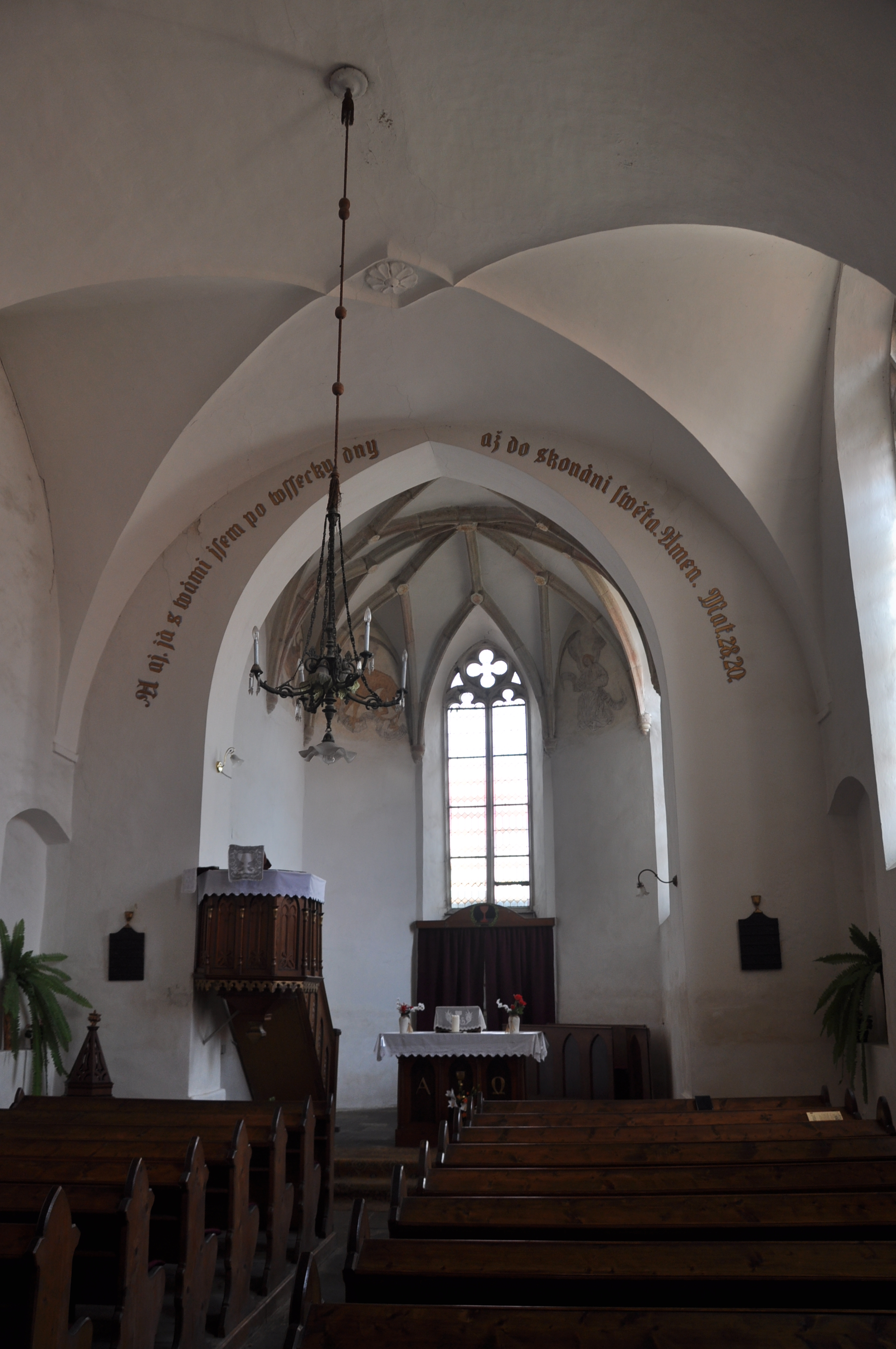
Současný interiér lodi a presbytáře
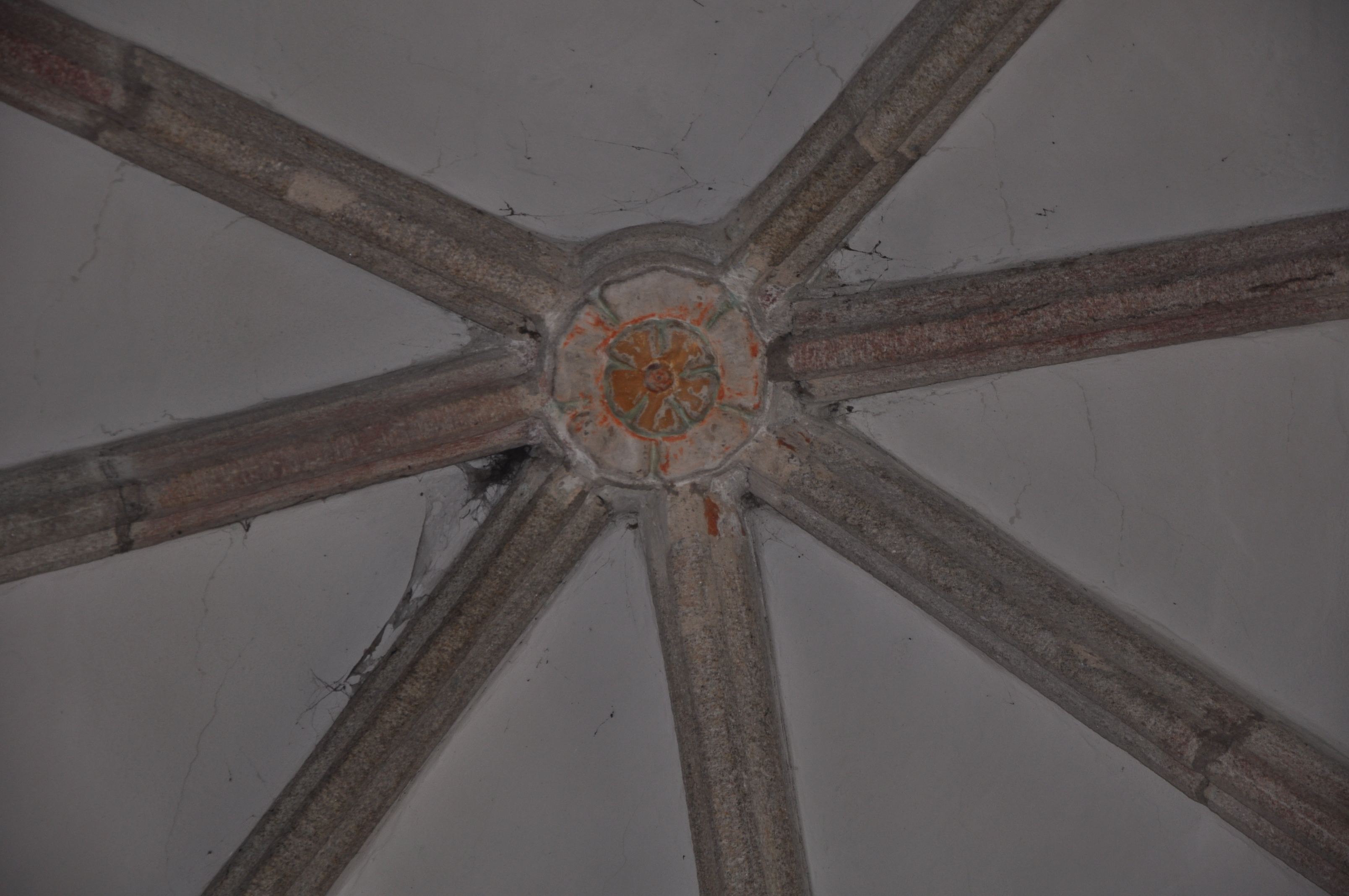
Svorník ve tvaru pětilisté růže v presbytáři
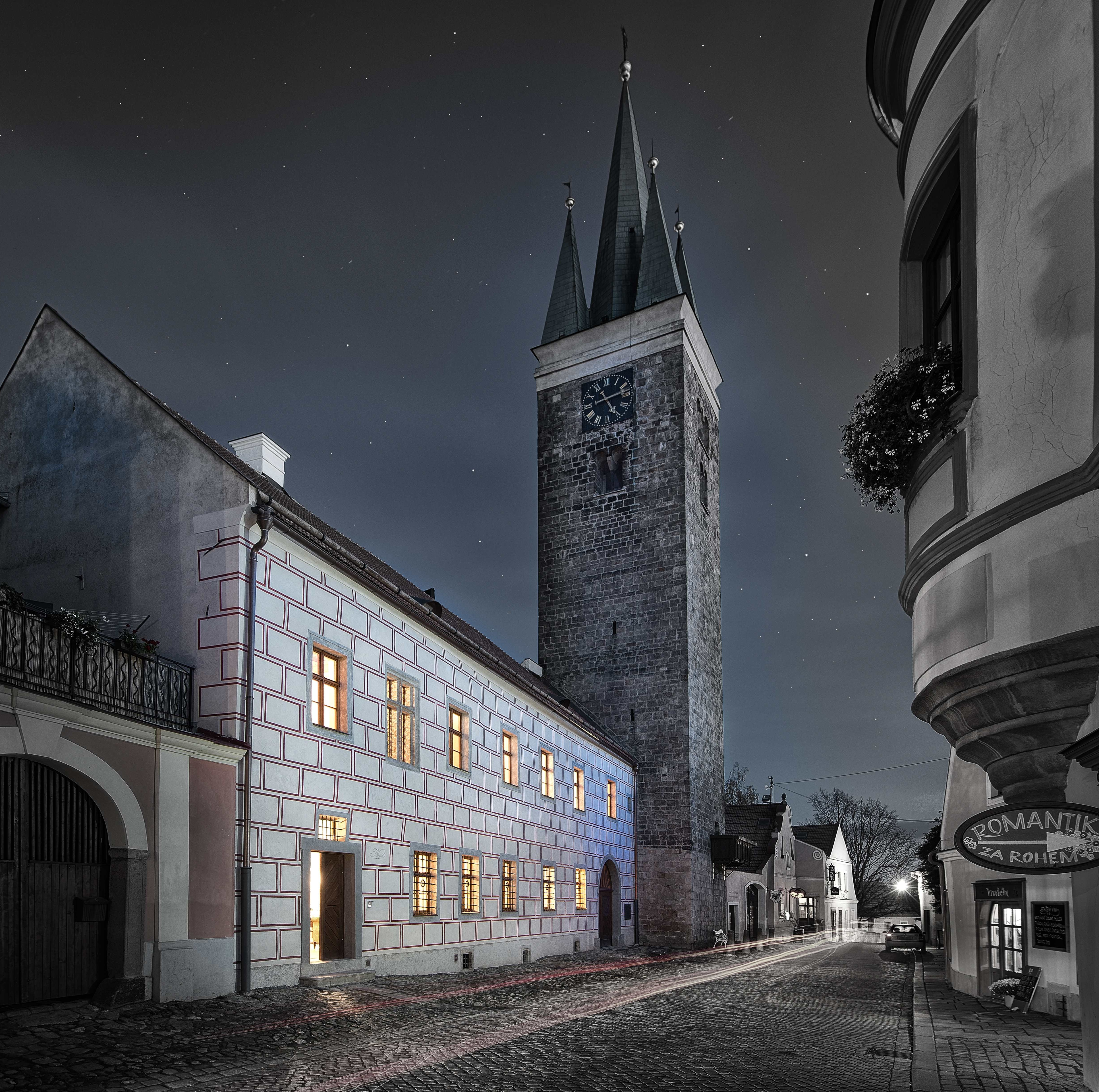
V noci
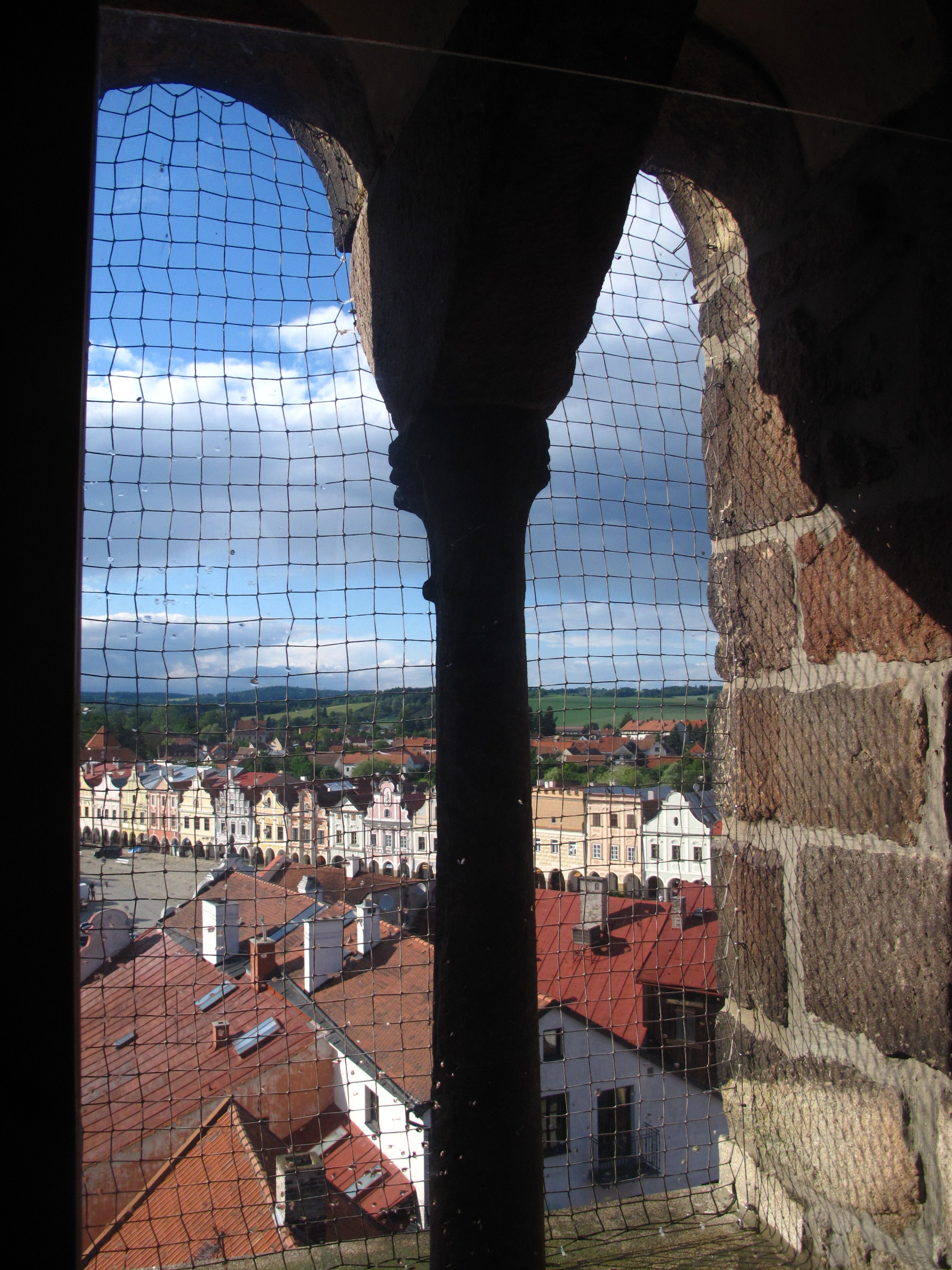
Výhled